# Victor Liotard
Pour les articles homonymes, voir Liotard.
Victor Théophile Liotard, né à Chandernagor (Inde française) le 17 juillet 1858 et mort à Sète le 22 août 1916, est un pharmacien de la marine et un administrateur colonial français.

## Biographie
Fils de Pierre Louis Charles Liotard et d'Hélène Elisabeth Françoise Durup de Dombal, Victor Liotard suit une formation de pharmacien de marine, à l'école de médecine navale de Rochefort, dont il sort diplômé avec le grade d'aide-pharmacien auxiliaire en 1881 et effectue une carrière de pharmacien sur des navires militaires. 
Après un séjour en Guyane, il accompagne Galliéni dans une expédition au Soudan en 1886. Il entre ensuite au service de santé des colonies en 1891 et exécute une mission scientifique au Congo français aux côtés de Pierre Savorgnan de Brazza. En 1892, ce dernier le charge d’établir l’hydrographie du bassin du fleuve Congo.
Depuis 1891 gouverneur de l'Oubangui, délégué du Commissaire général Savorgnan de Brazza en Oubangui, Liotard commande plusieurs expéditions armées contre les tribus locales, et récupère en 1894 les postes belges du M'Bomou ; il prépare avec l'administrateur Bobichon et le docteur Cureau, le passage dans le Haut-Oubangui et le Bahr-el-Ghazal, de la mission Congo-Nil, ou mission Marchand.
En juin 1898, le gouverneur Liotard rejoint Bobichon à Bangui, pour rentrer en France, en congé réglementaire. Ils s'apprêtent à embarquer sur la France, vapeur de la « Société anonyme belge » (S.A.B.), qui vient de déposer au seuil de Zinga, en aval du poste de Bangui, le docteur Briand, venu remplacer le docteur Spire. Mais le capitaine du vapeur refuse de prendre des Sénégalais à son bord. Liotard et Bobichon, ne voulant pas abandonner leurs 11 miliciens, retournent à Bangui, en pirogue, avec le docteur Briand qui a fait affaire avec le chef Tulélé. Le 22 juillet 1898, Liotard et Bobichon, ne voyant aucun navire arriver, quittent Bangui en chaland avec quelques Sénégalais, laissant Spire au poste, à attendre qu'un vapeur arrive enfin. Un voyage de 1 200 km de Bangui à Brazzaville.
Le docteur Cureau assure l'intérim, mais Liotard n'est pas, après la défaite de Fachoda, redirigé sur l'Oubangui ;  il est successivement gouverneur du Dahomey (1900-1906), de la Nouvelle-Calédonie (1906-1908) et de la Guinée (1908-1910).
Il est le père de l'explorateur Louis Victor Liotard (1904-1940), de Jeannette Liotard et de Roger Liotard. Il est le grand-père de Roger Cayrel, astronome.

## Distinctions
Il est promu officier de la Légion d'honneur en 1898, sur contingent du ministère des colonies.
Plusieurs timbres à son effigie ont été émis en Afrique équatoriale française, certains surchargés "Afrique française libre" ou "Libre".

## Productions
- "Les Races de l’Ogoué, notes anthropologiques", Anthropologie, Tome VI, pp. 53-64, 1895
- “Analyse des eaux du Gabon et du Congo”, Archives de médecine Navale et Coloniale, pp.81-95,  août 1891
- "Chari-Tchad. La mission Chevalier", Bull. Soc. Géo. Toulouse, 1893